# Gran Premio de Alemania del Este de Motociclismo de 1964
El Gran Premio de Alemania del Este de Motociclismo de 1964 fue la octava prueba de la temporada 1964 del Campeonato Mundial de Motociclismo. El Gran Premio se disputó el 26 y 27 de julio de 1964 en el Circuito de Sachsenring.

## Resultados 500cc
Mike Hailwood ya no podía ganar puntos. Había alcanzado el número máximo de 40 puntos y, según el reglamento de la época, se eliminaba cada punto extra. Sin embargo, ganó el Gran Premio con una gran ventaja respecto Mike Duff y Paddy Driver.
| Pos.    | Piloto               | Equipo    | Tiempo     | Pts. |
| ------- | -------------------- | --------- | ---------- | ---- |
| 1       | Mike Hailwood        | MV Agusta | 1h 03:23.0 | 8    |
| 2       | Mike Duff            | Matchless | +2:52.8    | 6    |
| 3       | Paddy Driver         | Matchless | +5:46.0    | 4    |
| 4       | Nikolai Sevostianov  | CKEB      | +1 Vuelta  | 3    |
| 5       | Derek Woodman        | Matchless | +1 Vuelta  | 2    |
| 6       | Jack Ahearn          | Norton    | +1 Vuelta  | 1    |
| 7       | Gustav Havel         | Jawa      |            |      |
| 8       | Jack Findlay         | Matchless |            |      |
| 9       | Sven-Olov Gunnarsson | Norton    |            |      |
| 10      | Dan Shorey           | Norton    |            |      |
| 11      | Bror-Erland Carlsson | Matchless |            |      |
| 12      | Endel Kiisa          | CKEB      |            |      |
| 13      | Bosse Granath        | Matchless |            |      |
| 14      | Ken King             | Norton    |            |      |
| 15      | Dennis Fry           | Norton    |            |      |
| 16      | Lewis Young          | Matchless |            |      |
| 17      | John Somers          | Norton    |            |      |
| Ret     | Edy Lenz             | Norton    | Ret        |      |
| Ret     | Ladi Richter         | Norton    | Ret        |      |
| Ret     | Ron Robinson         | Norton    | Ret        |      |
| Ret     | Ernst Weiss          | Norton    | Ret        |      |
| Ret     | Walter Scheimann     | Norton    | Ret        |      |
| Ret     | Pentti Lehtelä       | Norton    | Ret        |      |
| Ret     | Fred Stevens         | Matchless | Ret        |      |
| Ret     | Maurice Hawthorne    | Norton    | Ret        |      |
| Ret     | Phil Read            | Matchless | Ret        |      |
| Ret     | Roy Robinson         | Norton    | Ret        |      |
| Ret     | Vernon Cottle        | Norton    | Ret        |      |
| Ret     | Guörgy Kurucz        | Norton    | Ret        |      |
| Ret     | Aart van Kooij       | Norton    | Ret        |      |
| Ret     | Agne Carlsson        | Matchless | Ret        |      |
| Ret     | Hans Svensson        | Matchless | Ret        |      |
| Ret     | Anthony Woodman      | Matchless | Ret        |      |
| Ret     | William Sharp        | BSA       | Ret        |      |
| Ret     | Ian Burne            | Norton    | Ret        |      |
| Fuente: |                      |           |            |      |

## Resultados 350cc
En 350cc, Jim Redman seguía con el pleno de victorias en esta categoríaː cuatro de cuatro. Su mayor competidor fue Mike Duff solo pudo ser tercero detrás del pìloto de Jawa Gustav Havel.
| Pos. | Piloto              | Moto      | Tiempo  | Pts. |
| ---- | ------------------- | --------- | ------- | ---- |
| 1    | Jim Redman          | Honda     | 59'42"4 | 8    |
| 2    | Gustav Havel        | Jawa      |         | 6    |
| 3    | Mike Duff           | AJS       |         | 4    |
| 4    | Bruce Beale         | Honda     |         | 3    |
| 5    | Vernon Cottle       | AJS       |         | 2    |
| 6    | Fred Stevens        | AJS       |         | 1    |
| 7    | Derek Woodman       | Norton    |         |      |
| Ret  | Gilberto Milani     | Aermacchi | Ret     |      |
| Ret  | Endel Kiisa         | CKEB      | Ret     |      |
| Ret  | Nikolai Sevostianov | CKEB      | Ret     |      |

## Resultados 250cc
En el cuarto de litro, Mike Hailwood montó realizó la vuelta más rápida con su MZ, pero cayó. La batalla por el liderazgo siguió siendo emocionante hasta el final. Finalmente, Phil Read y Jim Redman se encontraban dos décimas por adelante. Bruce Beale lo hizo bien de nuevo, esta vez con la Honda CR 72 y acabó tercero.
| Pos. | Piloto            | Moto      | Tiempo      | Pts. |
| ---- | ----------------- | --------- | ----------- | ---- |
| 1    | Phil Read         | Yamaha    | 58' 00" 800 | 8    |
| 2    | Jim Redman        | Honda     | +0" 2       | 6    |
| 3    | Bruce Beale       | Honda     | + 1 Vuelta  | 4    |
| 4    | Gilberto Milani   | Aermacchi | + 1 Vuelta  | 3    |
| 5    | Alberto Pagani    | Paton     | + 2 Vueltas | 2    |
| 6    | Wolfgang Gast     | MZ        | + 2 Vueltas | 1    |
| Ret  | Bert Schneider    | Suzuki    | Ret         |      |
| Ret  | Dieter Krumpholz  | MZ        | Ret         |      |
| Ret  | Mike Hailwood     | MZ        | Ret         |      |
| DNS  | Alan Shepherd     | MZ        | DNS         |      |
| DNS  | Tarquinio Provini | Benelli   | DNS         |      |

## Resultados 125cc
En el octavo de litro, Hugh Anderson había sido golpeado por reveses hasta el momento pero ganó con su Suzuki RT 64 A aquí. Luigi Taveri fue segundo con la Honda 2RC 146 por delante de su compañero de equipo Jim Redman, que acabó en tercer lugar en carrera y en el Mundial. Anderson superó a su compañero de equipo Bert Schneider en el liderazgo de la clasificación del Mundial.
| Pos. | Piloto           | Moto   | Tiempo     | Pts. |
| ---- | ---------------- | ------ | ---------- | ---- |
| 1    | Hugh Anderson    | Suzuki | 51' 05" 9  | 8    |
| 2    | Luigi Taveri     | Honda  | + 16" 3    | 6    |
| 3    | Jim Redman       | Honda  | + 20" 8    | 4    |
| 4    | Heinz Rosner     | MZ     | + 2'54" 4  | 3    |
| 5    | Friedhelm Kohlar | MZ     | + 1 Vuelta | 2    |
| 6    | Bruce Beale      | Honda  | + 1 Vuelta | 1    |
| 7    | Ralph Bryans     | Honda  | + 1 Vuelta |      |
| 8    | Ulf Svensson     | Honda  |            |      |
| Ret  | Frank Perris     | Suzuki | Ret        |      |
| Ret  | Bert Schneider   | Suzuki | Ret        |      |
| Ret  | Laszló Szabó     | MZ     | Ret        |      |